# Мочуді
Мочу́ді (англ. Mochudi)  — населений пункт сільського типу на південному сході Ботсвани, адміністративний центр округу Кгатленг. Одне з найбільших сіл країни.

## Історія
Мочуді було засновано народом тсвана в 1871 році.

## Географія
Розташоване в південній частині округу, за 37 км на північний схід від столиці країни, міста Габороне, на висоті 938 м над рівнем моря. Село знаходиться всього в декількох кілометрах від дороги, що веде з Габороне в Франсистаун.

## Населення
За даними перепису 2011 року населення села складає 44339 чоловік.
 Динаміка чисельності населення села по роках: 
| 1981  | 1991  | 2001  | 2011  | 2013  |
| ----- | ----- | ----- | ----- | ----- |
| 18386 | 25542 | 36962 | 44339 | 45982 |